# セイ・グッドバイ
『セイ・グッドバイ』（英語: Say Goodbye）は、香港出身の歌手シャーリー・カーンの日本における1枚目の日本語のスタジオ・アルバム。1989年11月21日にアポロン音楽工業からリリースされた。

## 解説
シャーリー・カーンは1988年、日本のマリンブルー歌謡コンテストでグランプリを獲得し、アポロレコードと契約した。翌1989年に 「シャーリー・カーン」の名前、「徳永英明の妹」のフレーズで日本デビューした。このアルバムは、日本における1枚目の日本語のスタジオ・アルバムとして、同年にリリースされた 。

## 収録曲
| #         | タイトル                                     | 作詞               | 作曲      | 時間      |       |
| --------- | -------------------------------------------- | ------------------ | --------- | --------- | ----- |
| 1.        | 「恋すればいいのに」                         | 三浦徳子           | 武部聡志  | 4:46      |       |
| 2.        | 「あなたのために」                           | 竹花いち子         | 徳永英明  | 3:51      |       |
| 3.        | 「ハートブレイク」                           | 岩里祐穂           | 都志見隆  | 4:10      |       |
| 4.        | 「涙もこぼれない」                           | 三浦徳子           | 武部聡志  | 4:24      |       |
| 5.        | 「ガラスの楽園（パラダイス・イン・ブルー）」 | 吉元由美           | 石田正人  | 4:36      |       |
| 6.        | 「ホンコン・サイト」                         | 三浦徳子           | 萩田光雄  | 4:48      |       |
| 7.        | 「だからさよなら」                           | 竹花いち子         | 柴矢俊彦  | 3:28      |       |
| 8.        | 「モーニング・ブルー」                       | 岩里祐穂           | 山崎稔    | 4:15      |       |
| 9.        | 「悲しいエアメイル」                         | 吉元由美           | 奥慶一    | 4:32      |       |
| 10.       | 「セイ・グッドバイ」                         | リンダ・ヘンリック | 徳永英明  | 5:22      |       |
| 合計時間: | 合計時間:                                    | 合計時間:          | 合計時間: | 合計時間: | 44:12 |